# Yanone
Yanone (japanisch 矢の根 ya-no-ne), auch Yajiri ist eine japanische Pfeilspitze.

## Beschreibung
Die Yanone gibt es in vielen Versionen, die sich in Länge, Breite und Form unterscheiden. Die verschiedenen Formen sind in sechs Hauptklassen unterteilt:
- Togari-Ya: Die Yanone sind spitz, auf den Punkt zulaufend gestaltet. Die allgemeine Verwendung für den Krieg. Sie sind als Rüstungsbrecher konzipiert.

- Yanagi-Ba: („Weidenblatt“). Diese Yanone haben die Form eines Blattes. Sie sind in ihrer Form breiter und meist mit ausgesägten Verzierungen wie Sakura (jap. Kirschblüten), Inome (herzförmig oder Wildschweinauge), Mon (Familienwappen), oder mit anderen, geometrischen Mustern dekoriert. Diese Yanoneversion entstand in der Momoyama-Zeit (1573–1615). Die Signatur befindet sich meist unterhalb der ausgeschnittenen Öffnung, zur Schulter der Klinge hin.

- Karimata: („Seilschneider“). Die Spitzen des Yanone sind zu einem weit offenen V gearbeitet. Entgegen ihrer Bezeichnung wurden sie nur selten zum Seilschneiden benutzt, sondern dienten auch für den Gebrauch bei der Jagd und bei Jagdspielen zum Training. Der Abstand zwischen den Spitzen beträgt zwischen 3,80 cm bis 15 cm. Die Signaturen befinden sich meist auf einer- oder auf beiden Klingenseiten.

- Watakusi: („Fleischschneider“). Die Spitzen sind sehr scharf und besitzen Widerhaken. Diese Yanoneart ist meist sehr ästhetisch gearbeitet, hinterlassen aber beim Gebrauch fürchterliche Wunden. Es gibt sie in der Länge von etwa 2,5 cm bis etwa 15 cm. Sie sind oft mit ausgesägten Mustern verziert. Ihre Hamon-Art variiert von Suguha (gerade Härtelinie) bis zu Gunome.Midare (Unregelmäßige, wellenförmige Hartelinie).

- Tagane-Ya:(„Meißel“). Die Spitze ist in der Form eines Meißels ausgearbeitet.

- Kaburi-Ya: („pfeifender Pfeil“). Diese Yanone-Form ist ähnlich einer Vase gearbeitet und hohl. An der Außenwand befinden sich Löcher. Diese Pfeile gaben entsprechend  der Tonerzeugung einer Gefäßflöte beim Schuss einen lauten, pfeifenden Ton von sich, der zur Signalgebung und zur psychologischen Kriegsführung diente. Der laute Ton der in Massen abgeschossenen Pfeile verschreckte die Pferde und machte die Truppen unruhig. In ruhigen Zeiten dienten diese Pfeile rituellen Zwecken – man nahm an, dass ihr Pfeifton böse Geister vertreibe. KABURA-YA bestehen aus Hirschhorn, Metall, Holz oder Knochen. Meist sind sie mit einer zusätzlichen Spitze vor dem Pfeifenkörper ausgestattet. Nur wenige Exemplare sind erhalten, da den Modellen aus Horn, Knochen und Holz großer Schaden durch Insekten zugefügt wurde.

Es gibt viele Unterklassen, deren Benamung auf die Form der Spitzen zurückgeht, je nachdem, wie diese geformt waren. Zum Beispiel: Bambusblatt, Kamelienblatt, Baumblatt, Aoi-Blatt, Fischkopf, Krabbenschere, Drachenzunge und Wildgansschnabel. Sie wurden ebenfalls für die Jagd, Geschenke und als Belohnung für geleistete Dienste vergeben. Viele der Yanone sind als regelrechte Kunstwerke ausgearbeitet, die mit filigranen Tier-, Landschafts- und Figurendarstellungen ausgeschmückt sind. Diese Spitzen werden nicht für den Krieg benutzt, sondern dienen nur repräsentativen Zwecken und als Tempelgaben.
Die Yanone sind oft in derselben qualitativ hochwertigen Ausführung hergestellt wie die japanischen Schwerter (z. B. Katana, Tachi), Kampfmesser (Tantō) und Lanzen (Yari). Der Stahl ist meist fein raffiniert und mit Lehmbestrich differentiell gehärtet. Viele der Klingen besitzen ebenfalls eine Signatur (jap. Mei).

## Galerie

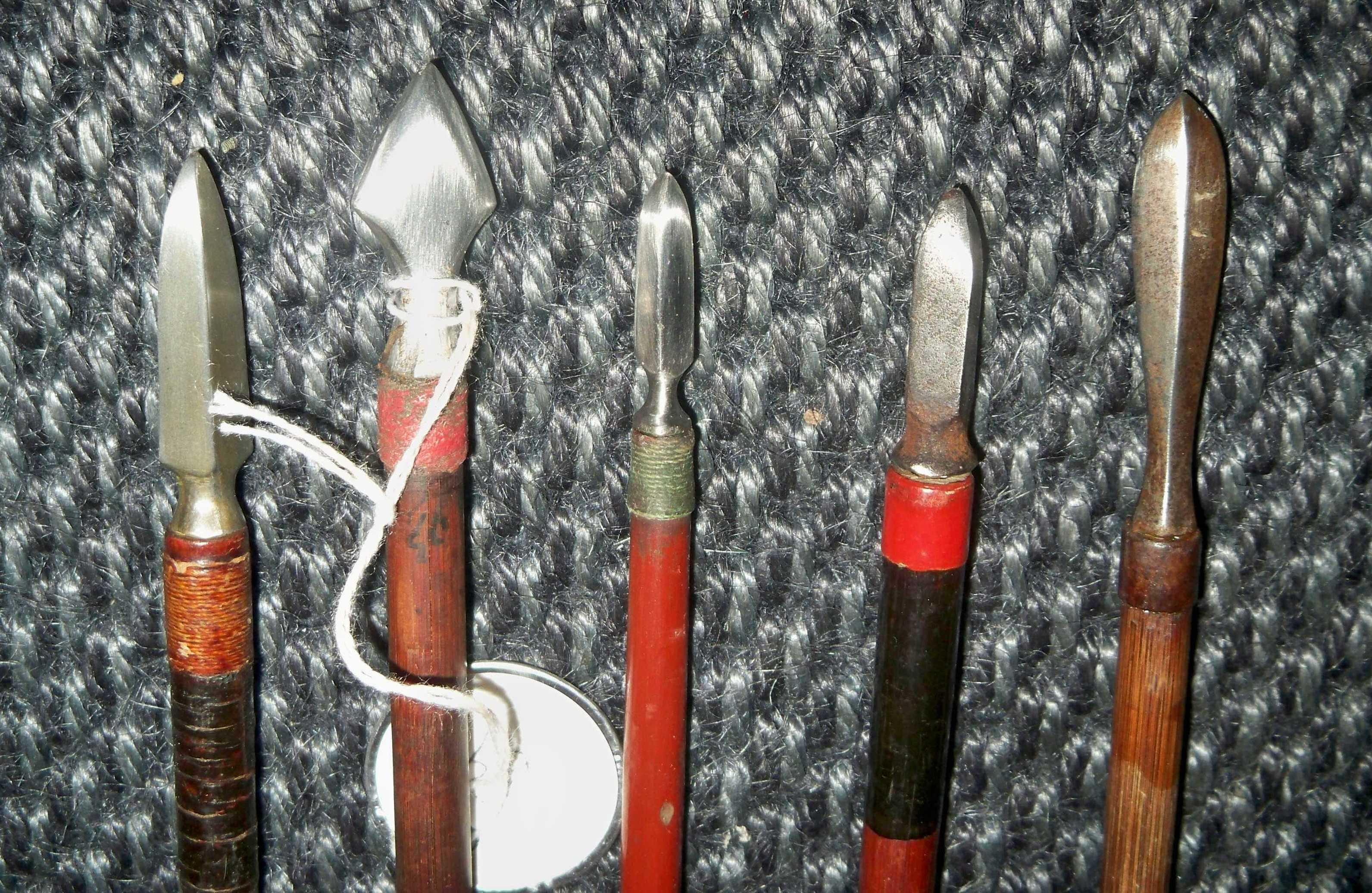
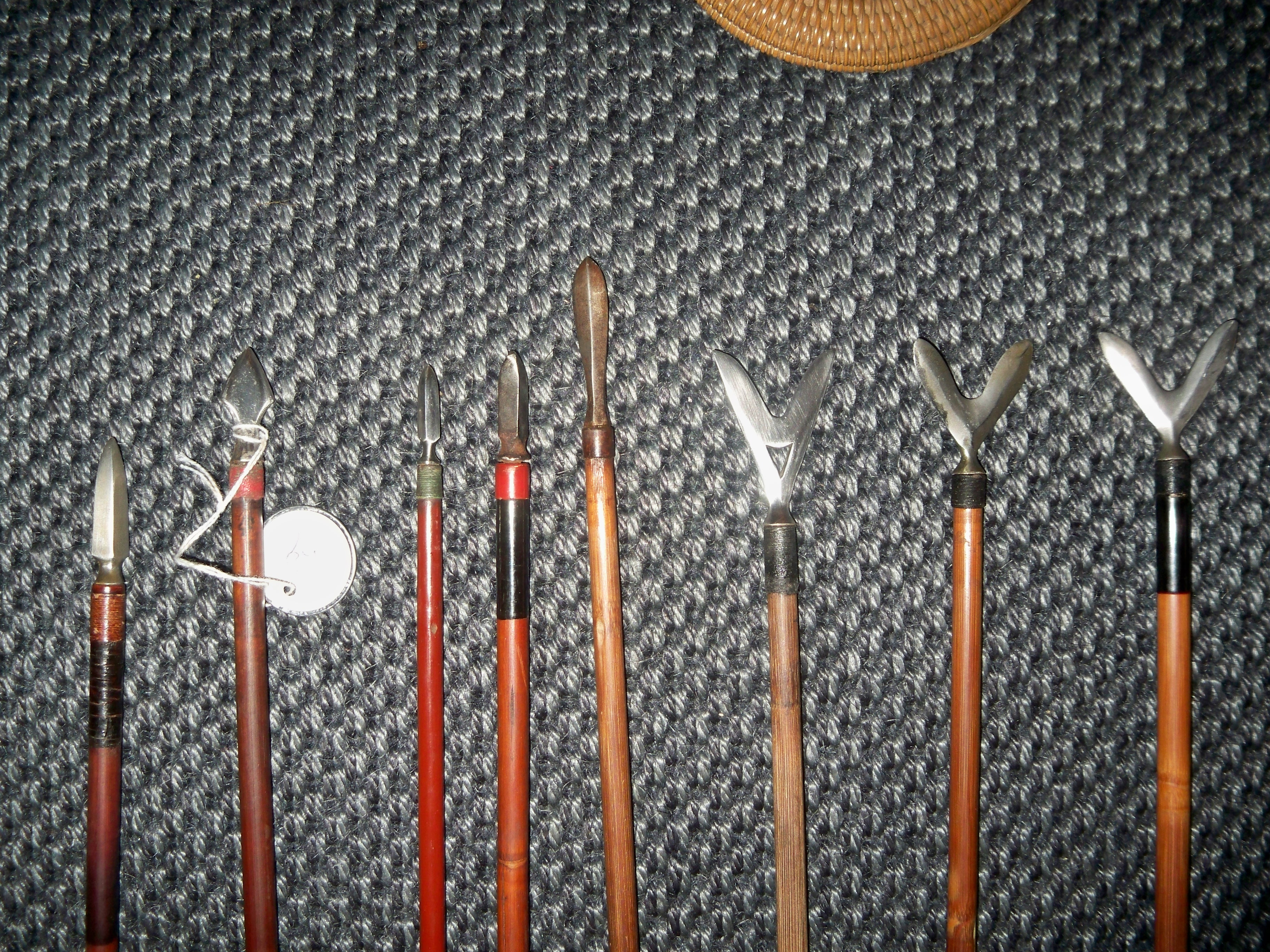
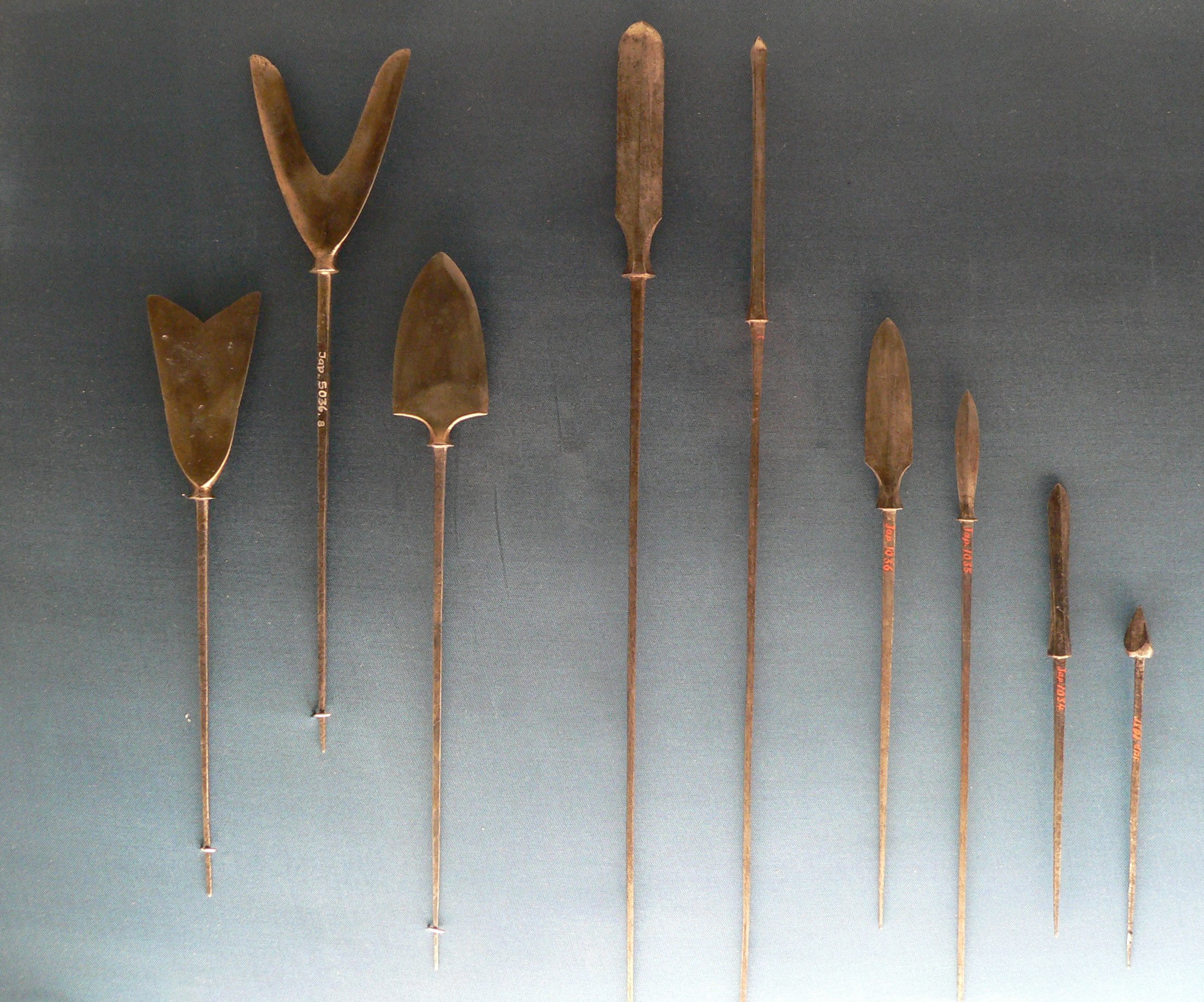